# Biznaga de Oro
La Biznaga de Oro es el premio otorgado por el jurado oficial del Festival de Málaga a la mejor película presentada en la sección oficial de dicho certamen. Se otorga desde el año 1998, desde que empezó a celebrarse el festival, si bien hasta 2004 se llamó primer premio. Desde 2017 se entregan dos: La Biznaga de Oro a la mejor película española y la Biznaga de Oro a la mejor película iberoamericana. 
El nombre de este galardón proviene de la biznaga malagueña, la flor que simboliza a la ciudad y cuya forma recrea.

## Palmarés
Biznaga de Oro a la mejor película española
| Año  | Película                                    | Director                       |
| ---- | ------------------------------------------- | ------------------------------ |
| 2024 | Sorda                                       | Eva Libertad                   |
| 2024 | Segundo premio                              | Isaki Lacuesta y Pol Rodríguez |
| 2023 | 20.000 especies de abejas                   | Estibaliz Urresola             |
| 2022 | Cinco lobitos                               | Alauda Ruiz de Azúa            |
| 2021 | El ventre del mar (El vientre del mar)      | Agustí Villaronga              |
| 2020 | Las niñas                                   | Pilar Palomero                 |
| 2019 | Els dies que vindran (Los días que vendrán) | Carlos Marqués-Marcet          |
| 2018 | Les distàncies (Las distancias)             | Elena Trapé                    |
| 2017 | Estiu 1993 (Verano 1993)                    | Carla Simón                    |
| 2016 | Callback                                    | Carles Torras                  |
| 2015 | A cambio de nada                            | Daniel Guzmán                  |
| 2014 | 10.000 km                                   | Carlos Marqués-Marcet          |
| 2013 | 15 años y un día                            | Gracia Querejeta               |
| 2012 | Els nens salvatges (Los niños salvajes)     | Patricia Ferreira              |
| 2011 | Cinco metros cuadrados                      | Max Lemcke                     |
| 2010 | Rabia                                       | Sebastián Cordero              |
| 2009 | La vergüenza                                | David Planell                  |
| 2008 | Tres días                                   | Francisco Javier Gutiérrez     |
| 2007 | Bajo las estrellas                          | Félix Viscarret                |
| 2006 | Los aires difíciles                         | Gerardo Herrero                |
| 2005 | Tapas                                       | Juan Cruz y José Corbacho      |
| 2004 | Héctor                                      | Gracia Querejeta               |
| 2003 | Torremolinos 73                             | Pablo Berger                   |
| 2002 | El otro lado de la cama                     | Emilio Martínez Lázaro         |
| 2001 | Sin vergüenza                               | Joaquín Oristrell              |
| 2000 | Sexo por compasión                          | Laura Mañá                     |
| 1999 | Las huellas borradas                        | Enrique Gabriel                |
| 1998 | La primera noche de mi vida                 | Miguel Albaladejo              |

Biznaga de Oro a la mejor película iberoamericana
| Año  | Película                        | Director                 |
| ---- | ------------------------------- | ------------------------ |
| 2025 | El ladrón de perros             | Vinko Tomicic            |
| 2024 | Radical                         | Cristopher Zalla         |
| 2023 | Las hijas                       | Kattia G. Zúñiga         |
| 2022 | Utama                           | Alejandro Loayza Grisi   |
| 2021 | Karnawal                        | Juan Pablo Félix         |
| 2020 | Summer White (Blanco de verano) | Rodrigo Ruiz Patterson   |
| 2019 | Las niñas bien                  | Alejandra Márquez Abella |
| 2018 | Benzinho (Siempre juntos)       | Gustavo Pizzi            |
| 2017 | Últimos días en La Habana       | Fernando Pérez Valdés    |